# ESV Stadlau/Kaisermühlen
Der ESV Stadlau/Kaisermühlen war ein österreichischer Fußball-Verein aus Kaisermühlen und Stadlau, dem 22. Wiener Gemeindebezirk Donaustadt. Die Frauenfußballabteilung war von 1984 bis 1991 in der Frauen-Bundesliga.

## Vorgeschichte

### Frauenfußball in der Donaustadt
In der Damenliga Ost, die erstmals 1972/73 ausgetragen wurde, war eine Frauenmannschaft aus der Donaustadt vertreten, die Frauenabteilung des SV Kagran. Fünf Jahre später, 1977, wurde sie aufgelöst und die Frauenmannschaft von SV Aspern war in der Saison 1977/78 in der höchsten Frauenfußballliga vertreten. Nach dem größten Erfolg der Aspernerinnen der Meistertitel in der Saison 1983/84 wurde die Frauenfußballabteilung aufgelöst und vom ESV Stadlau/Kaisermühlen übernommen.

### SV Kagran
Die Gründung des Sportverein Kagran war im Jahr 1947, die Damensektion des SV Kagran spielte in der ersten Auflage der Fußball-Frauenmeisterschaft, die 1972/73 ausgetragen wurde, mit und konnte den 3. Platz erreichen. In der Saison 1975/76 erreichte der Sektion das Pokalfinale. Im Sommer 1977 wurde die Damensektion aufgelöst. Ob die Damensektion direkt beim Asperner SV integriert wurde, gibt es keinen Beleg. Der Gesamtverein nennt sich nach mehreren Fusionen und einer Generalversammlung 1999 SV Hirschstetten.
Titel und Erfolge
- 2 × 3. Platz der Damenliga Ost: 1974, 1976

### SV Aspern
Der SV Aspern wurde 1919 gegründet, eine Damenmannschaft wurde 1973 aufgestellt, die ab der Saison 1977/78 statt dem SV Kagran in der Damenliga Ost spielte. Der SV Aspern hieß, nach dem Kommerzialrat Otto Herzer als Sponsor gewonnen werden konnte, von 1972 bis 1983 SV Aspern Herzer. In der Saison 1983/84 wurde die Damensektion Meister und wurde aufgelöst. Die Frauenfußballsektion des SV Aspern wurde nach der Meistersaison zum ESV Stadlau/Kaisermühlen übersiedelt. Bis zur Saison 2015/16 gab es keine Bestrebungen die Frauensektion zu reaktivieren.
Titel und Erfolge
- 1 × Österreichischer Meister: 1984

### ESV Stadlau/Kaisermühlen
Die Frauenmannschaft vom SV Aspern wurde vom Eisensportverein Stadlauer und Kaisermühlner Sportverein (ESV-KSC) 1984 übernommen, zog sich sieben Jahre später, während der Saison 1991, freiwillig aus der Meisterschaft zurück.
Titel und Erfolge
- 1 × 5. Platz der Damenliga Ost: 1988

ESV Stadion
Der Fußballplatz des ESV Stadlau war an der Wiedgasse und musste wegen einer U-Bahn-Station Platz machen.

## Herrenmannschaft
Der ESV Stadlau/Kaisermühlen spielte bei den Herren nie in den oberen Ligen Österreich.
Die Spielgemeinschaft ESV Stadlau und Kaisermühlen SC wurde 2005 aufgelöst. Während der ESV Stadlau seine Fußballabteilung auflöste, gründete der Kaisermühlen SC mit dem FC Donaustadt eine Spielgemeinschaft, die heute mit dem Fusion mit dem FC Breitenlee KSC/FCB-Donaustadt firmiert. Die Herrenmannschaft spielt in der Wiener Oberliga B.